# Kunstgewerbe
Das Kunstgewerbe umfasst die handwerkliche, maschinelle oder industrielle Herstellung von Gebrauchsgegenständen mit künstlerischem Anspruch. Im Gegensatz zum nahe verwandten Kunsthandwerk stellt das Kunstgewerbe die Objekte in größeren Serien her. Die Entwürfe werden oft von anderen Werkstätten oder externen Künstlern ausgeführt.
Die Produkte des Kunstgewerbes und des Kunsthandwerks sind Kunstwerke und zugleich Gebrauchsgegenstände. Sie werden unter dem Begriff Gebrauchskunst oder auch angewandte Kunst zusammengefasst. Besonders bei Bestandteilen der Raumausstattung spricht man auch von dekorativer Kunst.

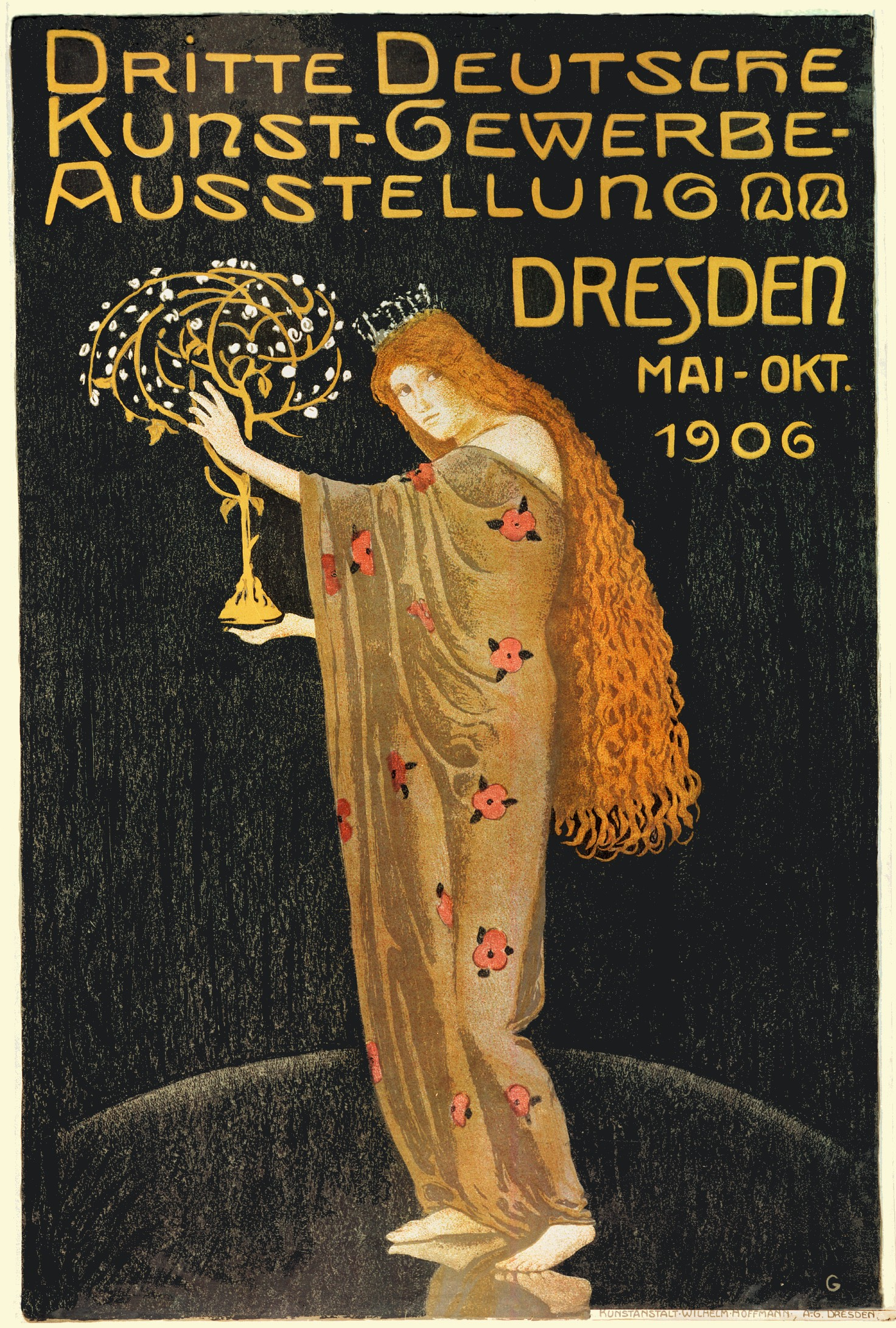
Plakat für die dritte deutsche Kunstgewerbe-Ausstellung 1906 von Otto Gussmann.

## Geschichte
Im 19. Jahrhundert wurden erstmals Gewerbe-Museen, Kunstgewerbemuseen und Kunstgewerbeschulen gegründet, um Anschauungsbeispiele für künstlerisch gestaltete Gebrauchsgegenstände zu sammeln und zu präsentieren. Hier sollte vor allem die handwerkliche Ausbildung und Schulung vorangetrieben werden.
Seit 1902 erschien die Zeitschrift Kunst und Künstler in Berlin, die im Untertitel sich ausdrücklich “illustrierte Monatsschrift für bildende Kunst und Kunstgewerbe” nannte und bis 1933 gedruckt wurde. Den Durchbruch der Reformbewegung im Kunstgewerbe stellte die Dritte Deutsche Kunstgewerbeausstellung Dresden im Jahr 1906 dar. Zu den bekanntesten Schulen der angewandten Kunst zählt das Bauhaus. Es bestand von 1919 bis 1933 und gilt weltweit als Heimstätte der Avantgarde und inzwischen Klassischen Moderne auf allen Gebieten der freien und angewandten Kunst.
Kunstgewerbe kann als Vorläufer des Produktdesigns verstanden werden, für das im 20. Jahrhundert sogar spezielle Designmuseen gegründet wurden. Es hat auch viel zur Weiterentwicklung der Kunsttechniken beigetragen.

## Problematisierung
Im Gegensatz zum Kunsthandwerk, das Unikate oder Werke in Kleinserie herstellt, werden im Kunstgewerbe Gebrauchsgegenstände auch in größerer Serie, maschinell und nach fremden Entwürfen reproduziert. Dadurch hat nach Walter Benjamins Schrift Das Kunstwerk im Zeitalter seiner technischen Reproduzierbarkeit das einzelne Produkt keine Aura, mithin ist der Kunstcharakter dieser Art der Produktion in Frage gestellt.
Außerdem gibt es auch Produzenten mit „künstlerischem Anspruch“ (siehe die obige Definition), die Werke herstellen, die von vielen als kitschig empfunden werden. Auch solche Werke wären demnach dem Bereich „Kunstgewerbe“ zuzuordnen, aber nicht fraglos Kunstwerke.

Folgerichtig wird der Begriff Kunstgewerbe oft in einem abwertenden Sinn gebraucht. So lautet eine typische Wertung: „Meisterhaft ausgeführt und doch nur Kunstgewerbe“. Das Produkt sei zwar handwerklich solide ausgearbeitet, aber nicht originell. Ähnlich wird argumentiert, wenn Kunst angeblich im falschen Kontext verwendet wird: 

„In der bildenden Kunst ist bei allen noch so radikalen Grenzüberschreitungen eines klar: Sie ist nichts, was man sich irgendwo hinsteckt, hinreibt oder überstülpt. Nicht etwa, weil es sich dann zu schnell abnutzte. Denn längst gibt es Kunst, die sich allmählich selbst zersetzt oder regelmäßig erneuert werden muss. Doch während bildende Kunst die Häuser schmückt, ist Körperschmuck, wenigstens sobald er getragen wird, immer nur Kunstgewerbe.“

## Richtungen
- Art déco
- Arts and Crafts Movement
- Jugendstil
- Wiener Werkstätte